# Beau Rivage
El Beau Rivage es un complejo con casino frente al mar en Biloxi, Misisipi (Estados Unidos). Pertenece a MGM Resorts International, que también lo opera. Es el edificio más alto de Misisipi. El término "Beau Rivage" en francés significa "costa hermosa"; los hoteles originales y conocidos de ese nombre son Beau-Rivage Geneva y Beau-Rivage Palace, ambos en la Suiza francófona.

## Historia

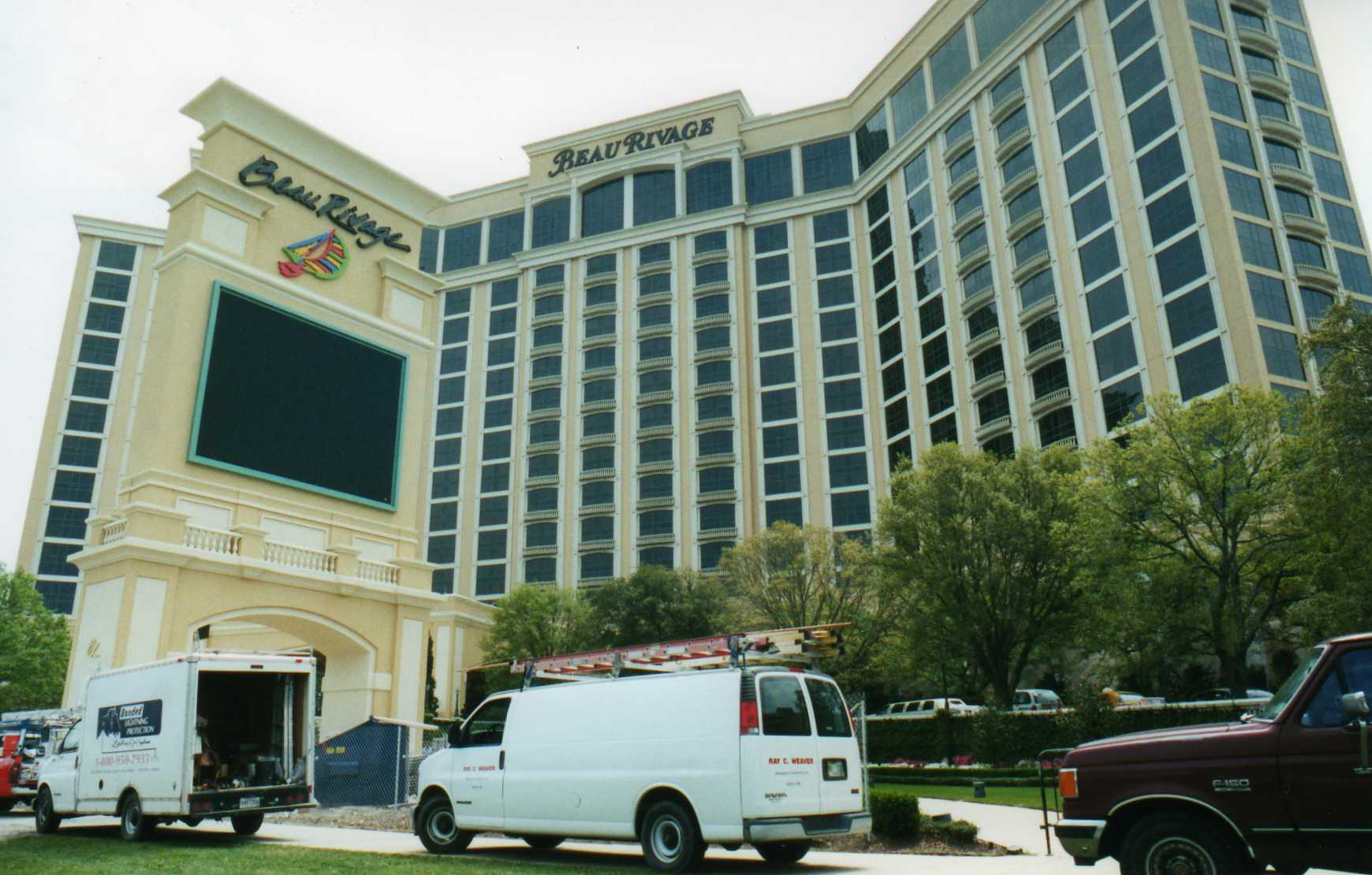
El lado de la entrada terrestre del Beau Rivage, visto antes de Katrina en 2002

El nombre de Beau Rivage fue originalmente destinado al complejo de Bellagio en Las Vegas Strip, sin embargo, el desarrollador Steve Wynn de Mirage Resorts cambió Beau Rivage a Bellagio y reservó este nombre para su nuevo casino frente al mar en Biloxi.
El Beau Rivage, con 1.740 habitaciones, abrió sus puertas en marzo de 1999. En el momento de su apertura, era el hotel/casino más grande de los Estados Unidos fuera de Nevada. El casino estaba ubicado en una serie de barcazas flotantes como lo requiere la ley local que limita a todos los casinos a embarcaciones marinas móviles en el momento de la construcción del complejo. El hotel, los restaurantes, el estacionamiento y las instalaciones asociadas se construyeron en tierra. La altura del hotel-casino de 29 pisos es de 105 m.
Beau Rivage sufrió graves daños por la marejada ciclónicade 9,1 m causada por el huracán Katrina el 29 de agosto de 2005 y fue reconstruida por W.G. Yates & Sons Construction (el contratista que la construyó originalmente) y más de 50 subcontratistas. Beau Rivage Resort & Casino reabrió todo el complejo el 29 de agosto de 2006, el primer aniversario del huracán Katrina. Aunque la torre del hotel sobrevivió relativamente ilesa, la barcaza del casino sufrió daños importantes. Beau Rivage era uno de los pocos edificios aún reconocibles que quedaban en la costa de Biloxi.
En las semanas posteriores al huracán Katrina y tras el daño catastrófico a los casinos de la costa por el huracán, la legislatura del estado de Misisipi cambió sus leyes con respecto a la ubicación de los casinos. En lugar de tener que estar en barcazas en el agua, los casinos ahora pueden construirse en tierra siempre que estén dentro de los 240 m de la costa.
En noviembre de 2006, el complejo abrió un nuevo campo de golf de campeonato diseñado por Tom Fazio llamado Fallen Oak.
En 2009, hubo noticias de que la empresa matriz de Beau Rivage, MGM Resorts International, había contratado a la firma de inversión Morgan Stanley para ayudar a la empresa a encontrar posibles compradores para la propiedad de Biloxi y su primo, el MGM Grand Detroit. Beau Rivage y MGM Grand Detroit fueron consideradas las propiedades de mejor desempeño de MGM Mirage y, si se vendieran, podrían alcanzar un total de 1.000 a 2.000 millones de dólares que luego se utilizarían para reducir la carga de deuda de MGM Mirage.